# Huỳnh Tấn Mẫm
Huỳnh Tấn Mẫm (sinh 1942) là một bác sĩ và chính khách Việt Nam. Ông từng là Chủ tịch Tổng hội Sinh viên Sài Gòn - Gia Định nhiệm kỳ 1969-1970 trong thời kỳ Chiến tranh Việt Nam trước năm 1975, là lãnh đạo phong trào sinh viên trước đây đã có một thời kỳ lẫy lừng trong phong trào đấu tranh phản đối chính quyền tại Sài Gòn và các đô thị Miền Nam (Việt Nam Cộng hòa) trước 1975, từng là Đại biểu Quốc hội khóa VI, từng là Tổng biên tập đầu tiên của báo Thanh Niên.
Hiện ông là Chủ tịch hội bảo trợ bệnh nhân nghèo Thiên Tâm, thuộc Hội Bảo trợ bệnh nhân nghèo Thành phố, Ủy viên Ủy ban Mặt Trận Tổ quốc Việt Nam Thành phố Hồ Chí Minh.

## Tiểu sử và hoạt động

### Trước 1975
Ông tên thật là Trần Văn Thật, sinh tại xã Tân Sơn Hòa, tỉnh Gia Định (bên trong Sân bay Tân Sơn Nhất ngày nay) trong một gia đình nghèo, cha mất sớm, có 4 chị, một em trai út. Xong tiểu học, Mẫm thi đậu vào trường Trung học Petrus Ký (nay là Lê Hồng Phong). Năm 1963, ông Mẫm đậu Tú tài toàn phần và trúng tuyển kì thi vào Đại học Y khoa Sài Gòn, vì học khá cho nên được Bộ Y tế chính quyền Sài Gòn cấp học bổng.
Năm 1958, lên 15 tuổi, đang học lớp Đệ ngũ (lớp 8) trường Pétrus Ký, Tấn Mẫm được kết nạp vào tổ chức bí mật do Nguyễn Văn Chí (Sáu Chí) cầm đầu. Tại đây, Mẫm từng được giao công tác rải truyền đơn chống chính quyền Sài Gòn và năm 1960 được kết nạp vào Hội Liên hiệp Thanh niên Giải phóng Sài Gòn-Gia Định.
Vì đã được kết nạp vào tổ chức của cộng sản nên thời kì Phong trào Phật giáo 1963, Tấn Mẫm luôn luôn có mặt và hành động táo bạo trong hầu hết các cuộc biểu tình chống chính quyền và đã từng bị bắt. Do quá trình tranh đấu, năm 1965, Mẫm được kết nạp vào Đoàn Thanh niên Nhân dân Cách mạng.
Tại trường Y Sài Gòn, ông trúng ghế phó chủ tịch phụ trách ngoại vụ của trường. Được sự phân công của tổ chức, ông đại diện cho trường Y khoa Sài Gòn ứng cử vào Ban chấp hành Tổng hội Sinh viên Sài Gòn và trúng tiếp chức vụ Phó Chủ tịch phụ trách nội vụ. Theo luật, khi chủ tịch Tổng hội Sinh viên Sài Gòn tốt nghiệp ra trường, ông được đôn lên thay thế. Tổng hội sinh viên Sài Gòn giống như Hội sinh viên ở Việt Nam ngày nay.
Huỳnh Tấn Mẫm đã cùng với ban chấp hành lãnh đạo sinh viên chống quân sự hóa học đường (giáo dục quân sự cho sinh viên), chống bắt đi lính, tổ chức những đêm đốt giường chiếu và ca hát ầm ĩ ở quân trường. Không chỉ vậy, ông Mẫm còn lãnh đạo những đêm nhạc "Hát cho đồng bào tôi nghe" đã khơi dậy lòng yêu nước khắp đường phố Sài Gòn.
Huỳnh Tấn Mẫm nổi tiếng vì "vụ 10 tháng 3", ngày ông bị bắt.
Năm 1971, ông tổ chức khởi động chiến dịch đốt xe Mỹ. Trong vòng hai tháng, mấy trăm chiếc xe Mỹ đã bốc cháy. Sinh viên còn tổ chức đốt xe Mỹ trước ống kính máy ảnh, quay phim của các hãng tin nước ngoài. Tinh thần và hành động phản chiến dữ dội của sinh viên Sài Gòn được truyền đi khắp thế giới.
Khoảng thời gian 1969 - 1972 là giai đoạn phong trào học sinh sinh viên lên cao trào. Khí thế đấu tranh lan tỏa khắp đường phố Sài Gòn, được sự ủng hộ của nhiều thành phần, nhiều giới trong xã hội, từ tăng ni Phật tử, các ba má phong trào, công đoàn, đội ngũ dân biểu đối lập… cho đến Phó Tổng thống Chính quyền Sài Gòn Nguyễn Cao Kỳ, đại tướng Dương Văn Minh.
Tháng 6/1970, Phó Tổng thống Nguyễn Cao Kỳ đã từng giải cứu Huỳnh Tấn Mẫm để lợi dụng ông chống lại Nguyễn Văn Thiệu.
Ngày 05/01/1972 Huỳnh Tấn Mẫm bị bắt và cầm tù cho tới đầu 1973 được trao trả theo Hiệp định Paris. Sau đó, Huỳnh Tấn Mẫm tiếp tục tham gia phong trào sinh viên chống Mỹ và chính quyền, rồi bị bắt.
Sau 11 lần bị bắt vào nhà tù chính trị của chính quyền Sài Gòn, ngày 28/4/1975, Huỳnh Tấn Mẫm được đích thân Tổng thống Dương Văn Minh ra lệnh trả tự do.
Bác sĩ Mẫm nói: "Trong cuộc đời hoạt động Cách mạng, không ít lần tôi phải đối diện với sự tra tấn, hành hình của kẻ thù, tôi không nghĩ mình có thể sống đến hôm nay. Lúc đó, tôi chỉ nghĩ vì độc lập dân tộc và sự yên bình cho cuộc sống của nhân dân thì dù có chết cũng không có gì phải sợ".
Theo những người ủng hộ chế độ Việt Nam Cộng hòa, Huỳnh tấn Mẫm chỉ là Cộng sản nằm vùng, đội lốt sinh viên thực thi đường lối của Đảng Cộng sản phá rối an ninh trật tự xã hội miền Nam thời đó.

### Hoạt động sau 1975
Sau năm 1975, ông Mẫm về Trường Đại học Y khoa TP HCM để học tiếp năm cuối.
Năm 1976, ông là Ủy viên Ban Chấp hành Thành đoàn TP Hồ Chí Minh, Chủ tịch Hội Liên hiệp Thanh niên Thành phố Hồ Chí Minh, Phó Chủ tịch Ủy ban MTTQVN TP. Hồ Chí Minh và được bầu vào Quốc hội khóa VI (1976-1981).
Sau năm 1980, ông được cử sang Liên Xô làm nghiên cứu sinh tại Viện Hàn lâm Khoa học Xã hội, hoàn thành luận án phó tiến sĩ triết học.
Năm 1984 về nước, ông tiếp tục công tác ở Trung ương Đoàn với chức danh Trưởng ban Mặt trận Thanh niên, Phó Tổng Thư ký Trung ương Hội Liên hiệp Thanh niên Việt Nam. Ông có nguyện vọng ra tờ báo để đoàn kết tập họp thanh niên.
Năm 1986, ông Mẫm là người sáng lập và cũng là Tổng biên tập đầu tiên của báo Thanh Niên.
Ông Mẫm là một trong số những trí thức miền Nam ủng hộ chủ trương đổi mới toàn diện của ông Trần Xuân Bách (ủy viên Bộ chính trị từ 1986 tới 1990 thời Tổng Bí thư Nguyễn Văn Linh), tức đổi mới cả kinh tế lẫn chính trị. Vì ủng hộ ông Trần Xuân Bách mà ông Mẫm mất chức Tổng biên tập tờ báo Thanh Niên.

### Hoạt động chuyên môn
Năm 1990, khi rời tờ báo này, ông Mẫm xin chuyển công tác về Hội Chữ Thập Đỏ TP.HCM, làm Phó chủ tịch. Hội Chữ Thập Đỏ TP. Hồ Chí Minh giao cho ông Mẫm phụ trách phòng khám miễn phí dành cho các bệnh nhân nghèo.
Năm 2004 về hưu, ông ra Hà Nội làm chuyên viên huyết học tại Viện Huyết học Truyền máu Trung ương trong chương trình của Tổ chức Y tế Thế giới (WHO), phụ trách chương trình vận động hiến máu toàn quốc, nhưng chỉ làm 3 tháng. Về Sài Gòn, ông Mẫm về Hội Bảo trợ Bệnh nhân Nghèo TP.HCM phụ trách chương trình vận động kinh phí cho trẻ em bệnh tim bẩm sinh, thành lập chi hội bảo trợ bệnh nhân nghèo Thiện Tâm.
Ông cũng mở Trường giáo dục chuyên biệt Khai Trí tại TP HCM dành cho trẻ tự kỷ, ông có một phòng mạch tư.
Ông Huỳnh Tấn Mẫm tham gia biểu tình chống Trung Quốc (ngày 05/6/2011) tại Sài Gòn, cuộc biểu tình chống Trung Quốc trước Nhà hát Lớn tại Sài Gòn sáng 09/12/2012. Ông Mẫm nói: "Tôi tuy đã từng là đại diện sinh viên mà bây giờ không đứng ra để đấu tranh thì các anh chị sẽ đánh giá tôi như thế nào?". Vậy là đúng 36 năm, cũng tại thềm nhà hát lớn Sài Gòn, nơi mà gần 40 năm trước Huỳnh Tấn Mẫm đã từ đây dẫn đầu đoàn biểu tình của sinh viên Sài Gòn chống chế độ Nguyễn Văn Thiệu, ông Mẫm đứng đầu trong một cuộc biểu tình chống Trung Quốc xâm lược. Ông đã giữ im lặng suốt 40 năm.
Ông Mẫm là một trong 72 người đầu tiên ký vào Kiến nghị 72 kiến nghị trong đợt sửa đổi Hiến pháp 2013.
Ông Huỳnh Tấn Mẫm là một trong những người ký vào kiến nghị của giới trí thức trong và ngoài nước yêu cầu trả tự do cho hai sinh viên Nguyễn Phương Uyên và Đinh Nguyên Kha. Theo ông, 'Bỏ tù hai sinh viên là vi hiến'.

## Ý kiến
Theo BBC Việt ngữ, ngày 9.12.2015, ông cùng với 126 người khác, trong đó có các nhân vật như Nhà nghiên cứu Nguyễn Đình Đầu, Thiếu tướng Nguyễn Trọng Vĩnh, TS Nguyễn Quang A, GS Nguyễn Huệ Chi, GS Hoàng Tụy, GS Nguyễn Đình Cống, GS Tương Lai, Hồ Ngọc Nhuận, GS Trần Văn Thọ, GS Nguyễn Đăng Hưng, Đại sứ Nguyễn Trung, GS Phạm Xuân Yêm..., đã gửi một bức thư ngỏ đến Bộ Chính trị, Ban Chấp hành Trung ương khóa XI, các đại biểu dự Đại hội lần thứ XII và toàn thể đảng viên Đảng Cộng sản Việt Nam. Bức thư đề nghị "đổi tên đảng (không gọi là Đảng Cộng sản); đổi tên nước (không gọi là Cộng hòa xã hội chủ nghĩa); trả lại tự do cho những người khác chính kiến đang bị giam giữ; chấm dứt sự trấn áp và ngăn chặn nhân dân thực hiện quyền tự do dân chủ theo Hiến pháp" đồng thời nêu ý kiến "Thực tiễn của nước ta cũng như trải nghiệm của nhiều nước trên thế giới đã cho thấy rõ sai lầm và thất bại của đường lối xây dựng chủ nghĩa xã hội theo chủ nghĩa Marx - Lenin".